# Champtercier
Champtercier è un comune francese di 828 abitanti situato nel dipartimento delle Alpi dell'Alta Provenza della regione della Provenza-Alpi-Costa Azzurra.
Tra l'altro è il paese natale del grande scienziato Pierre Gassendi.

## Società

### Evoluzione demografica
Abitanti censiti